# 卍

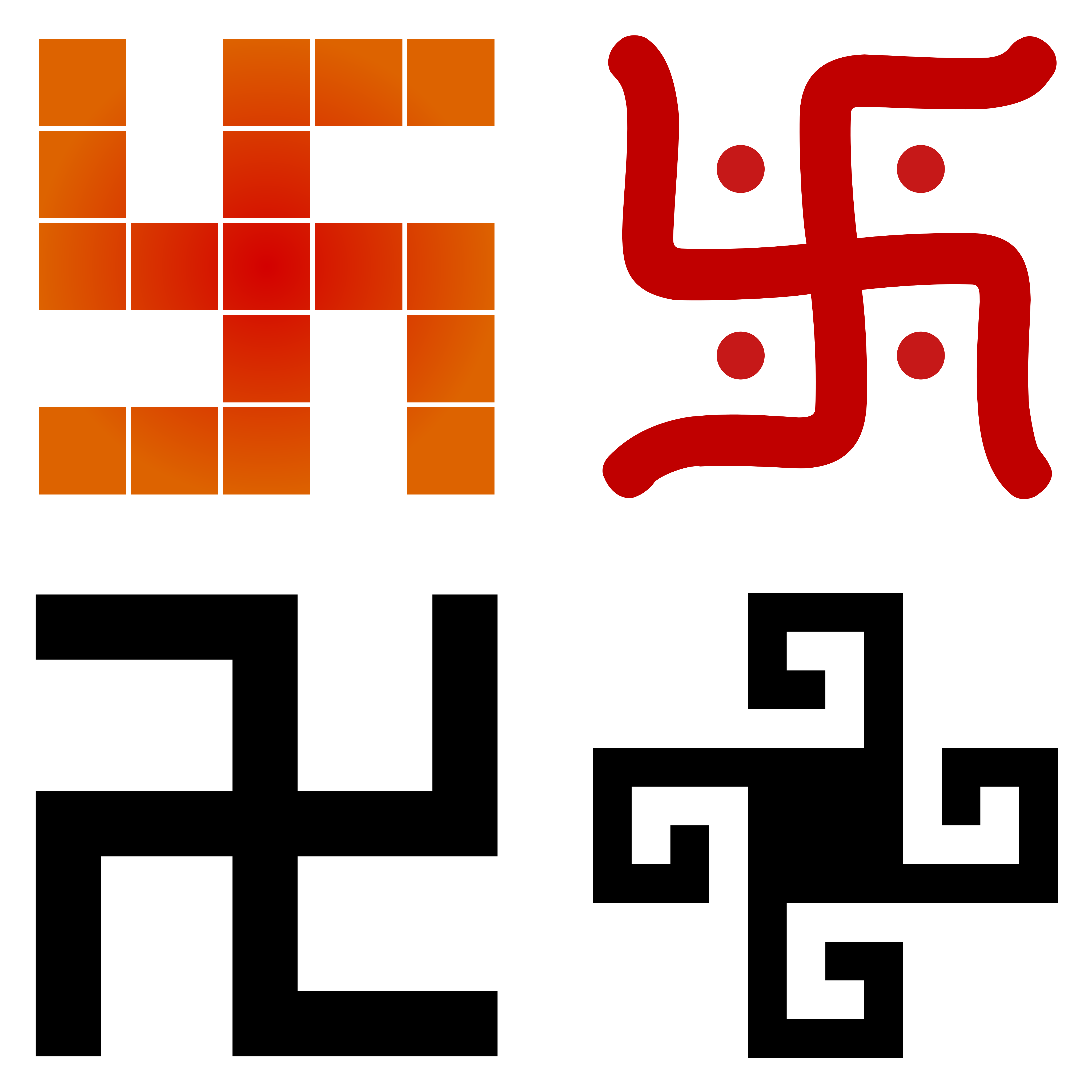
「卍」は多くの文化で多様な形状や意味が見られる。

卍（まんじ、梵: swastika スヴァスティカ、スワスティカ、蔵: g.yung drung ユンドゥン）は、幾何学的な紋章や意匠・記号・文字の一つ。世界の多くの文化や宗教でシンボルとして使用されており、ヒンドゥー教や仏教などの宗教的象徴、アメリカ州の先住民族、西洋では太陽十字からの派生などの例が存在している。日本では家紋や漢字としても使用されている。

## 用語
サンスクリット語でSvastika (デーヴァナーガリー表記: स्वस्तिक、スワスティカ、スヴァスティカ）と呼ばれる。英語の swastika やフランス語の svastika もこの語に由来する。現在の日本語では「まんじ」は漢字「卍」の訓読みとされているが、由来は漢語「卍字」または「万字」の音読みである。
「卍」は「左まんじ」・「左向きまんじ」・「正まんじ」、「卐」を「右まんじ」・「右向きまんじ」・「逆まんじ」と呼ぶ場合もある。「卍」は「和の元」、「卐」は「力の元」とされている。なお漢字では卐は卍の異体字である。
「卍」の日本における訓読みは「まんじ」であり、「万字」の意である。音は「万」と同じく呉音「マン」、漢音「バン」。現代中国語では wàn と読む。康熙字典では「十」部4画に属し、総画数は6画である。
「万」という漢字は卍あるいは卐が変化してできた字であるとする説があるが、これは誤りである。「万」の元となった文字は仏教が漢字文化圏に伝来するはるか以前の甲骨文字に既に存在する。
なお「卍山」で「かずやま」「まんざん」と読む。

## 歴史
最も古いと知られている卍はウクライナのメジネで発見された、旧石器時代の紀元前1万年に象牙で彫られた鳥の置物での複雑な蛇行パターンの一部である。
ブルガリアの洞窟(en:Devetashka cave)では紀元前6000年頃に儀式で使用されたと思われる、対になった左向きと右向きの卍が発見された。
インド亜大陸では紀元前3000年頃より考古学的証拠が見られる。
ドイツのハインリヒ・シュリーマンはトロイの遺跡の中で卍を発見し、卍を古代のインド・ヨーロッパ語族に共通の宗教的シンボルと見なした。
ヒンドゥー教ではヴィシュヌ神の胸の旋毛（つむじ）、仏教では釈迦の胸の瑞相が由来で、左旋回の卍は和の元といわれ、右旋回の卐は、力の元といわれる。メソポタミアでも先史時代から見られ、その後アッシュルの新アッシリア神殿に天然アスファルトで描かれている。

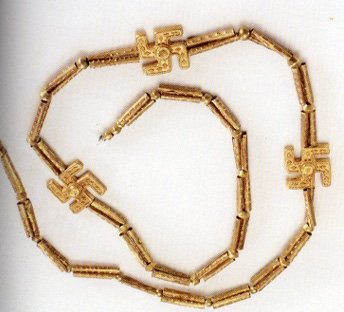
北イランのギーラーン州で発見された3200年前のネックレス
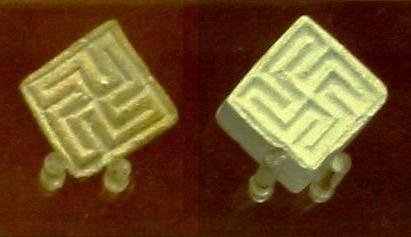
インダス文明の印章（大英博物館蔵）

## アジア

### インド
インドにおいては卍は現在も吉祥の印として非常によく使われている。建物や機械の竣工式、新車の安全祈願などには、日本と同様神職（インドではバラモン祭司）が祭事を行うが、その時に吉祥の卍が水で溶いたサフラン色の顔料で描かれる（右写真参照）。祭事で卍を書く際には必ず右手の薬指が使われる。この模様は自然に消えるにまかせられ、清掃等で消さないよう配慮される。グジャラート州の結婚式では、米で卍の形を描き、その上に椅子を置いて花婿が座る、という儀式が行われる。

ヒンドゥー教卍
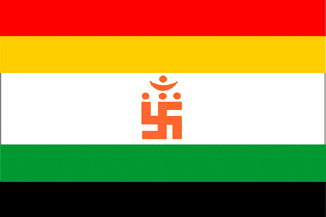
ジャイナ教旗
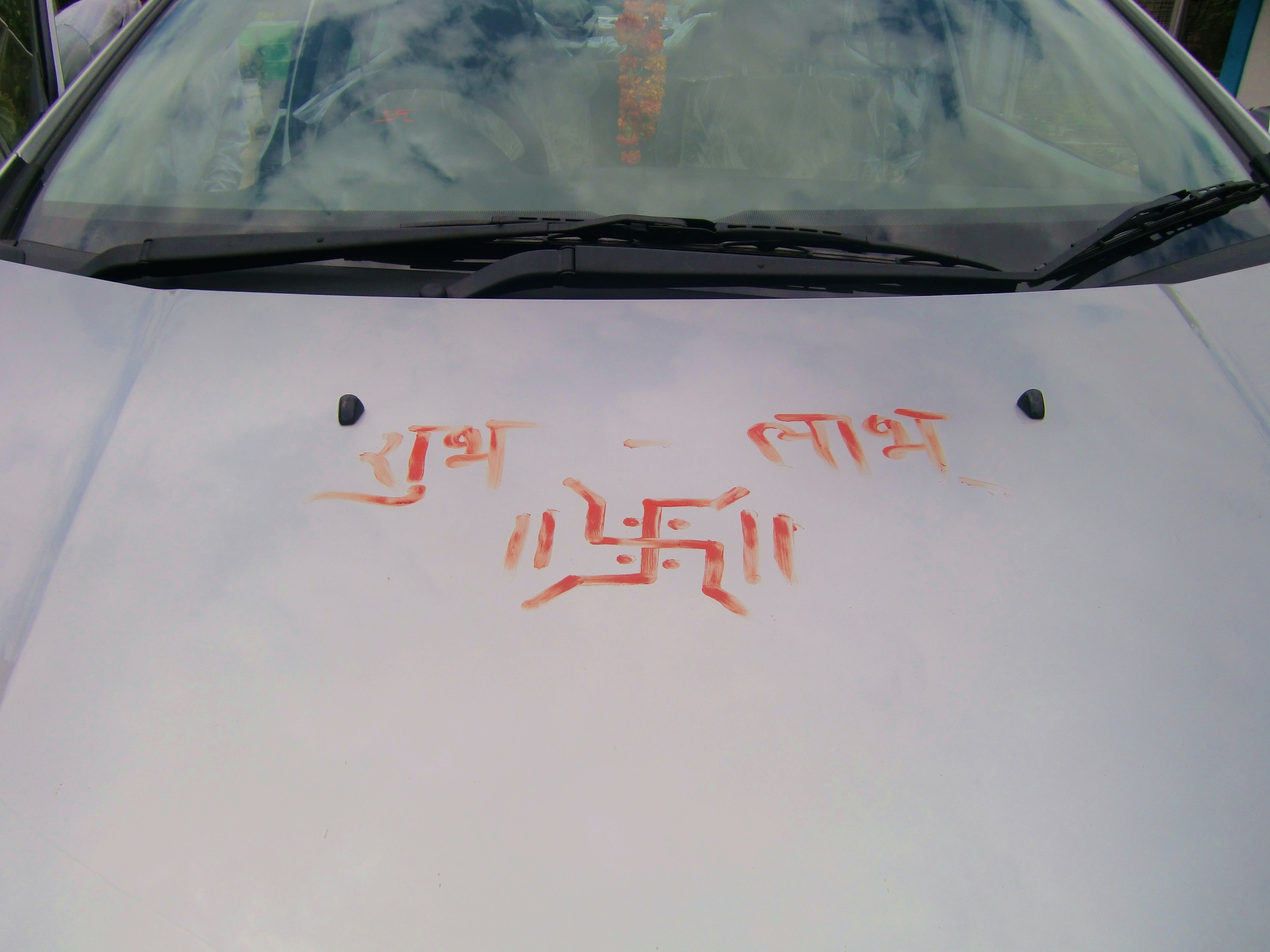
交通安全の御祈祷を受けたインドの新車

### 中国
中国には仏典を通して伝わった。北魏の菩提流支（6世紀）は『十地経論』のなかで「萬字」と訳している。また、5世紀に翻訳された『長阿含経』「大本経」にも仏の三十二相の第十六として「胸有萬字」をあげている。武則天の長寿 2 年（693年）、「卍」を「萬」と読むことが定められた。吉祥万徳の集まる所の意味である。これにより卍が漢字として使われることにもなったが、熟語（卍巴・卍果など）は少ない。

### 日本
日本では、奈良時代の薬師寺本尊である中尊の薬師如来の掌と足の裏に描かれたものが現存最古の例とされる。卍を組み合わせた、紗綾形（さやがた）は安土桃山時代に明から輸入された織物に見られた文様で、染め物や陶磁器などに使用される（画像）。「卍崩し」「卍繋ぎ」「雷紋繋ぎ」ともいい、英語では key fret と呼ばれる。また、法隆寺など飛鳥時代から奈良時代の建築に見られる「卍崩しの組子」の組高欄（画像）は、卐を崩したものである。

紗綾形の例
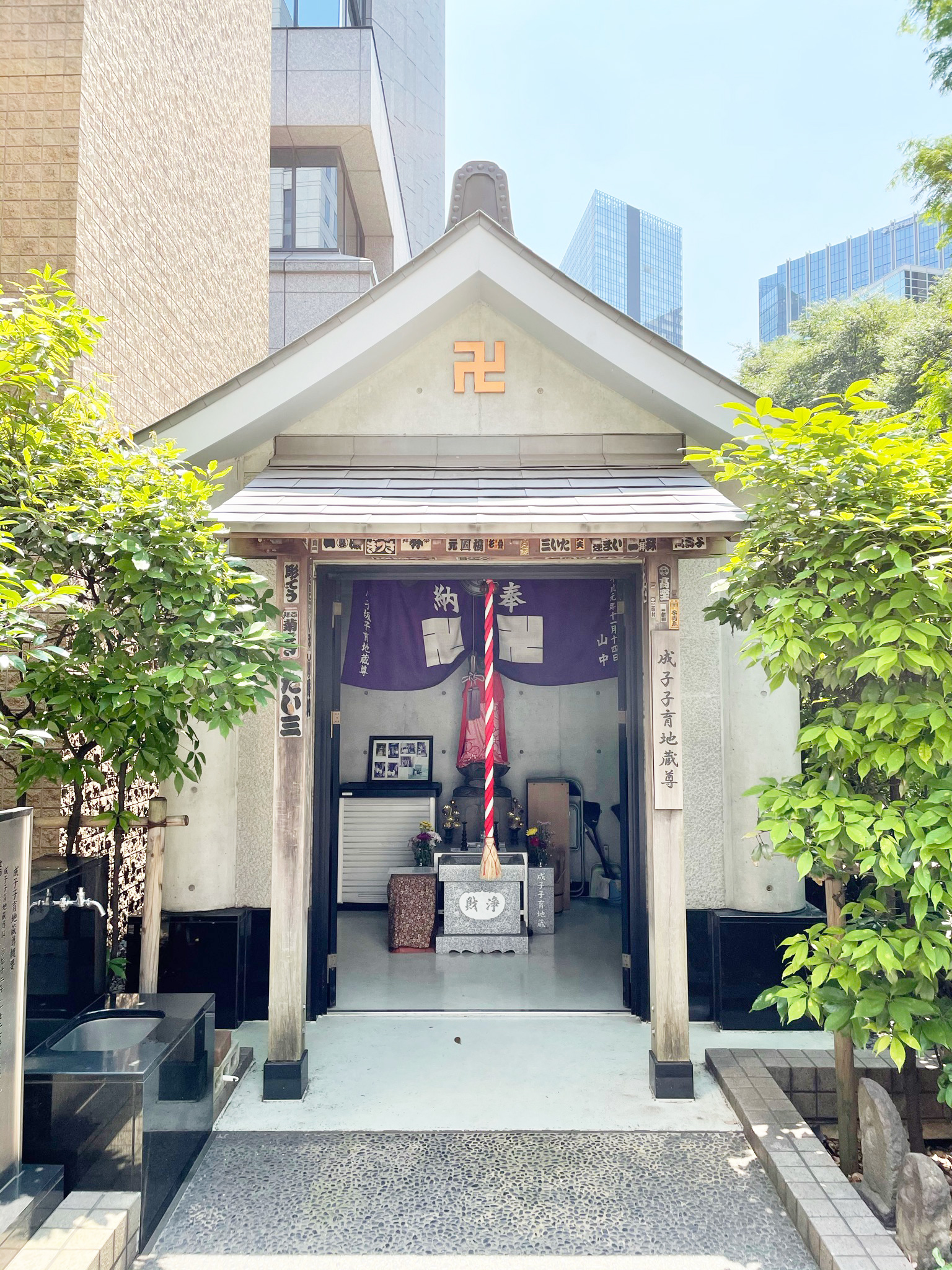
成子子育地蔵尊(東京都西新宿成子坂)
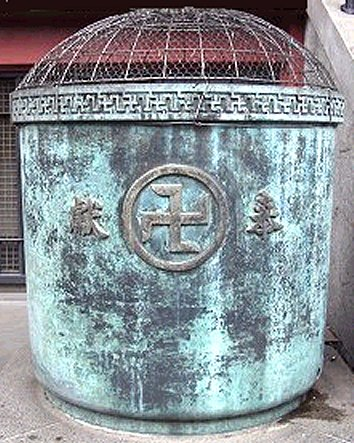
浅草寺（東京都台東区）
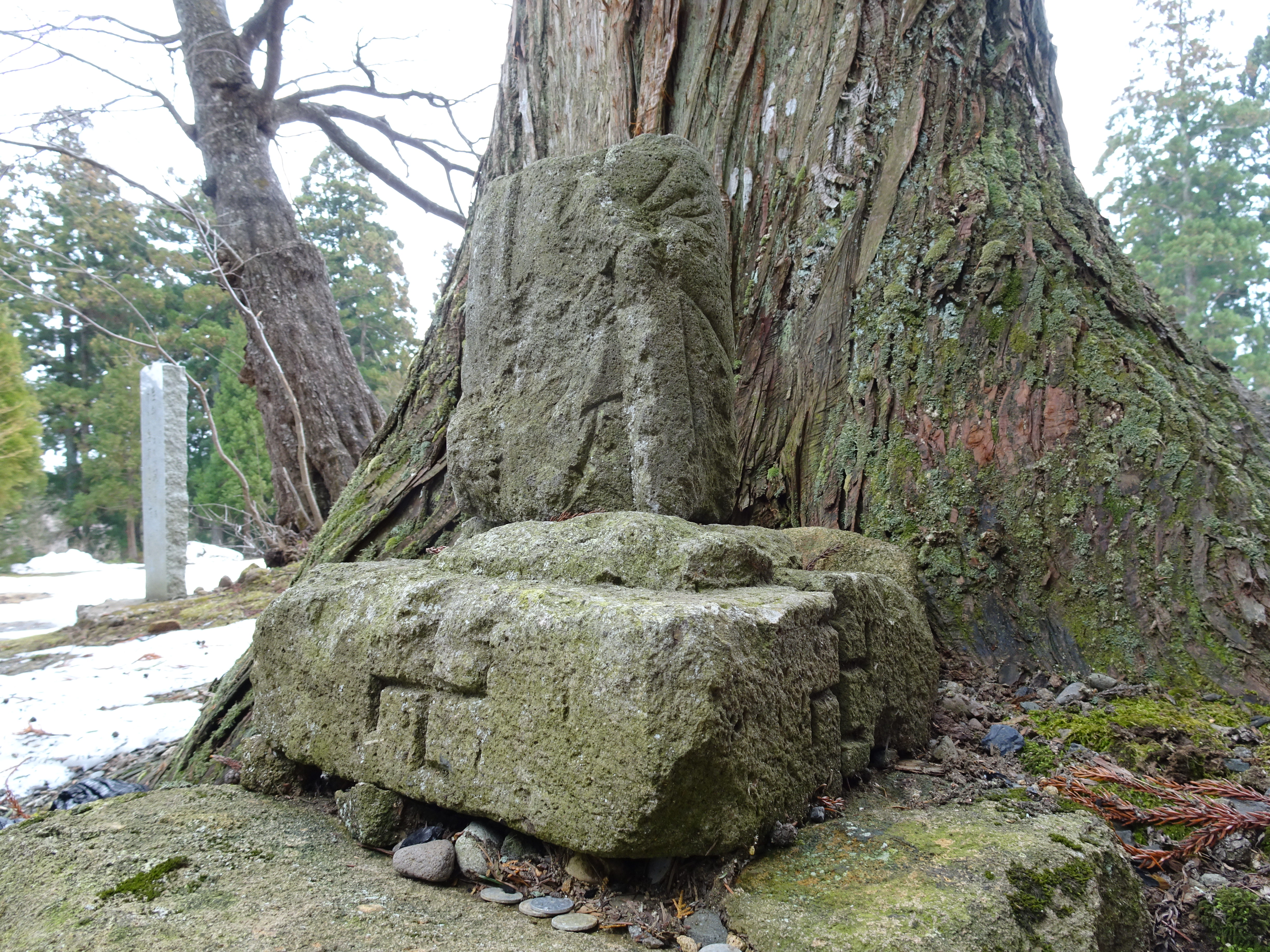
真山神社(秋田県)

#### 家紋
卍紋、万字紋（まんじもん）は、仏教の吉祥を表す紋として用いられる。形状から日本のキリシタンが十字架の代わりともした。
卍紋を家紋として用いた氏族としては、平安後期から鎌倉初期の武蔵七党筆頭（小野）横山氏が「丸に左万字」、戦国時代から江戸時代以降では、加賀八家横山家が「丸に左万字」、大名では大給松平家、高木家は「左万字」、津軽家は「五つ割左万字」、蜂須賀家は「丸に左万字」、江戸幕府家臣では、60家ほどが『寛政重修諸家譜』に掲載されている。幕末に活躍した吉田松陰の家紋は「五瓜（ごか）に左万字」である。津軽家の本拠であった青森県弘前市は卍紋を市章にしている。

五つ割右万字
丸に左万字（横山氏）。蜂須賀万字
左万字菱（ひだりまんじひし）
弘前市市章
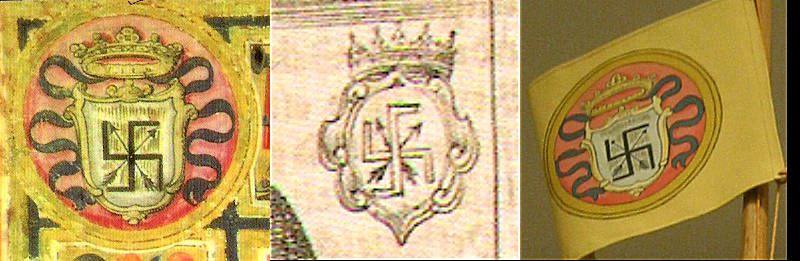
支倉常長の西洋式紋章

#### 地図記号
寺院を表す地図記号は卍の漢字を記号化したものが元になっている。日本では1880年（明治13年）に決められた「佛閣」の記号として表記されたのが始まりである。現在でも国土地理院が定めた地図記号として変わっていない。

#### 文字コード
日本の文字コードには、最初電波産業会が定めた FM 文字放送の放送規格である ARIB STD-B3（FM 多重放送の運用上の標準規格）で ARIB外字の道路交通情報用の文字として、国土地理院地形図の表示形態と同一になる文字として導入された。この記号は正式にARIB STD-B24（デジタル放送におけるデータ放送符号化方式と伝送方式）で定められた文字と対応している。データ放送で使用されている文字を国際標準とするため Unicode に提案され、2010 年にUnicode 5.2 に ARIB 外字が対応するように定められ、U+0FD6 の「࿖」(LEFT-FACING SVASTI SIGN) がこの文字に対応するとされた。したがって、 U+0FD6 の文字は国土地理院の地図記号の形状にすることがよいとされる。

### その他
台湾では台湾素食専門店を表すマークとして看板に表示した食堂、レストランを多くの街角にみることが出来る。
他には世界紅卍字会などでも使用された。
浮世絵師の葛飾北斎が名乗った号にも「卍」というのがある。

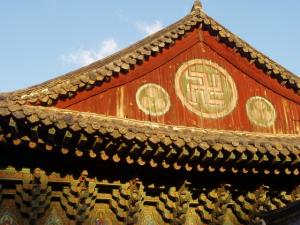
韓国、仏国寺（慶州）
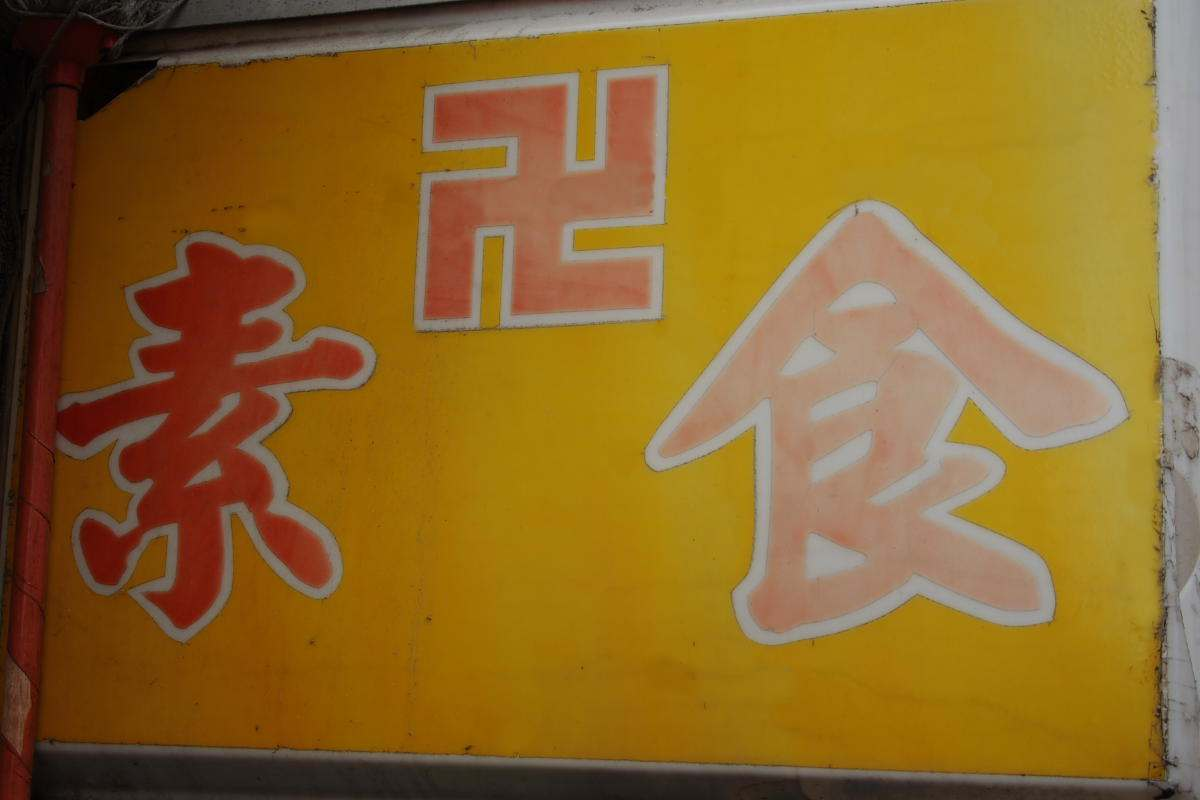
台湾の素食専門店を表す卍マーク
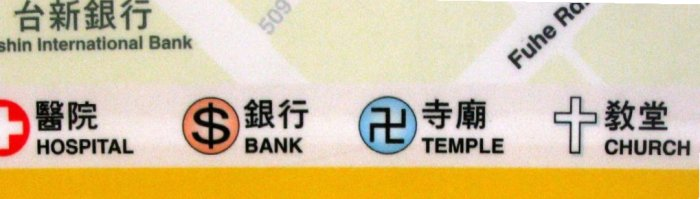
台湾の地図。卍は、寺院などの地図記号として使用されている。

## ヨーロッパ
ヨーロッパでは新石器時代から卍に似た記号が使われており、最も古典的で普遍的な文様の一つであった。（三脚巴紋の派生と考えられることもあるが）“四つ脚が結合したシンボル”（テトラスケリオン、tetraskelion）はアナトリア半島一帯で知られている。
古代ギリシャではロゼット文様とともに太陽の光の象徴として描かれ、ギリシア雷文のように帯状に繋いだ文様は太陽の恩賜が無限に続くという吉祥文だった。19世紀末から20世紀はじめにかけて、「swastika」の名とともに幸運のシンボルとして新たに流行した。また、ラウブル（バスク十字、テトラスケレス）と呼ばれる文様があり、ケルト人やゲルマン人、西ゴート族およびバスク人の間で芸術表現として象徴的に用いられてきた。

太陽十字の一種。切れ目のある十字の円。
ラウブル
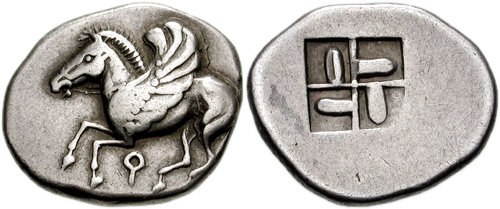
古代ギリシャ文化の周辺で使用された貨幣「ラウブル」のひとつ。卍紋に似た意匠が使用されている。

### ポーランド
第一次世界大戦後、ポーランド陸軍ポドハレ第21・22山岳歩兵師団第1から第6歩兵歩兵連隊の連隊章に使用される。意匠としてはハカリスティに酷似。第1・第6歩兵連隊のみ45度傾斜している、ただし第6歩兵連隊は回転方向が逆（時計回り）。
当時のパレードの写真で卍のみ描かれた看板が見られる。現用の第21旅団章、第1連隊章でも同様の意匠が使用されているが、登山用の斧2本を組み合わせた形状に偽装されている。現在ポドハレ兵士のリエナクター（ヒストリカルゲームの参加者）は第二次大戦当時のバッジをそのまま装着しているが、特に問題はない様である。

### フィンランド
フィンランドでは1918年から1944年まで鈎十字に類似した「ハカリスティ」(Hakaristi)が空軍および陸軍の国籍標識として使用された。青いハカリスティはフィンランド内戦中、白軍に最初の航空機を寄贈した、スウェーデンの伯爵エリック・フォン・ローゼンによって幸運のシンボルとしてデザインされた。後にフィンランドはナチスと共同戦線を組むことになるものの、このハカリスティは本来ナチスのハーケンクロイツとは無関係であった。1945年以降は陸軍および空軍の国籍標識はラウンデル状のマーキングに変更されたが、現在もフィンランドのメダルおよび装飾物、旗などに目立たない形で使用されている。

フィンランド空軍の国籍識別標（1918年 - 1944年)
フィンランド空軍士官学校（Ilmasotakoulu）の校旗。
フィンランドの大統領旗。 旗の左上部の青い十字（マンネルハイム十字章）の上に、黄色でハカリスティが描かれている。
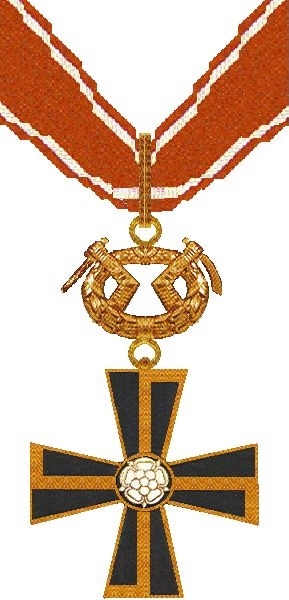
1級マンネルハイム十字章。 十字に重ねる形で、黄色のハカリスティが装飾されている。

### スウェーデン
スウェーデンの会社ASEA（現在スイス企業アセア・ブラウン・ボベリの一部）は、1800年代から1933年までハカリスティをロゴに使用した。

ASEA社のロゴ

### ラトビア
ラトビアの伝統的な文様で、ラトビア独立時から1940年ソビエト連邦侵攻まで空軍および陸軍の国籍標識としても使用された。

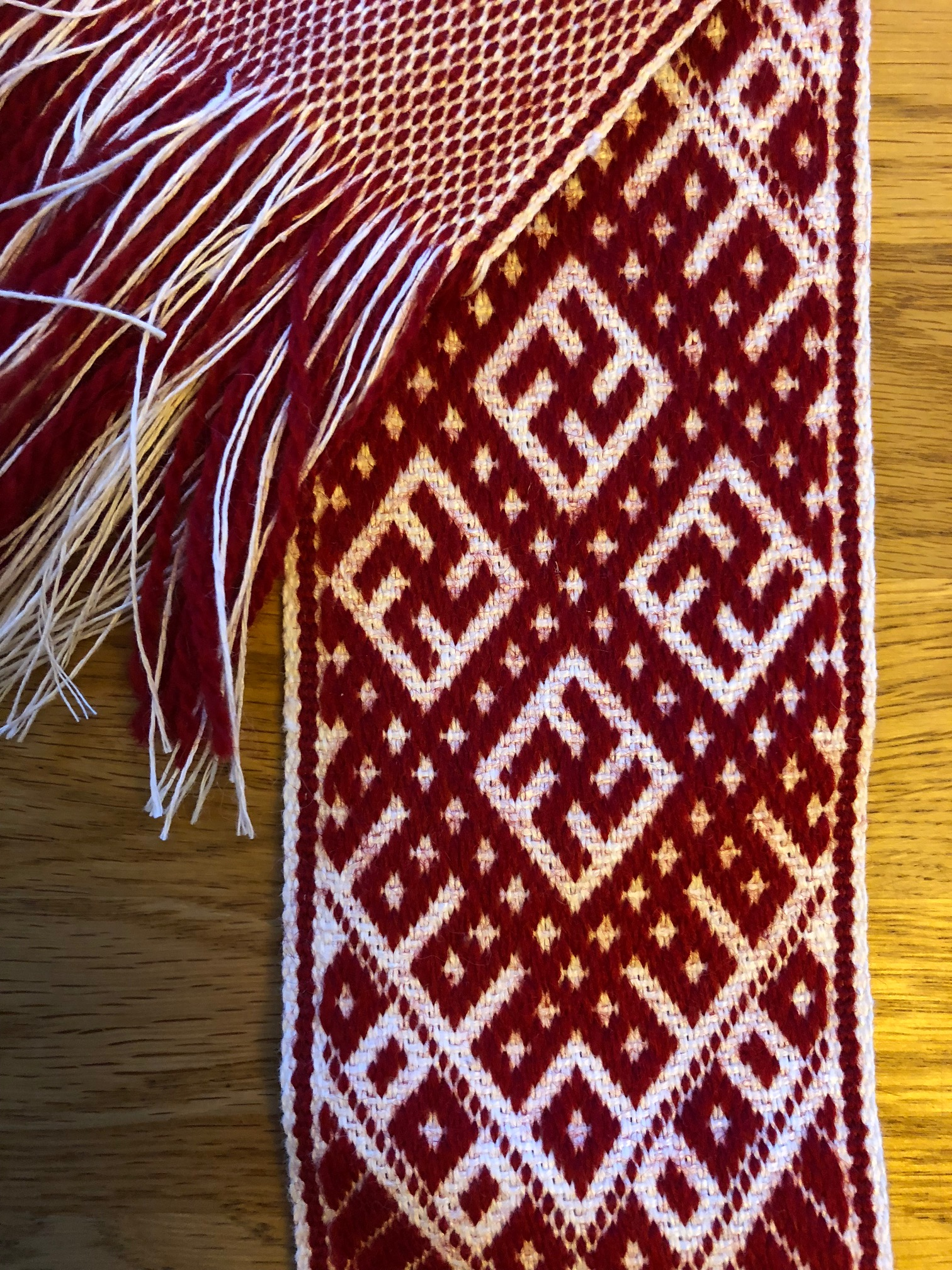
ラトビアの民族衣装のベルトに描かれた鍵十字
ラトビアの国籍識別標（1926年 - 1940年）

### ドイツ（ハーケンクロイツ）
1900年代初頭のドイツにおいて、国家社会主義ドイツ労働者党（ナチス）のハーケンクロイツ（鉤十字）は、シュリーマンがインド・ヨーロッパ語族と卐（右まんじ）の関連を示したことで、アーリア人の象徴として採用。上記の使用例により、現在のヨーロッパにとって、卐はナチスの忌まわしいシンボルマークとして認識されている。

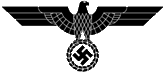
鉤十字と鷲のシンボル

## 北米
カナダのオンタリオ州北部にスワスティカ (Swastika) という名称の町がある。トロントの北およそ580km、カークランド湖の5km西に位置し、1906年に成立した。近くで金鉱が発見され、スワスティカ・マイニング・カンパニーが1908年に設立された。オンタリオ州政府は第二次世界大戦中に町の名を変更しようとしたが町は抵抗した。
ノバスコシア州のウィンザーには、1905年から1916年まで「スワスティカズ」という名のアイスホッケー・チームが存在した。チームのユニフォームには卍がデザインされていた。さらに、アルバータ州のエドモントン（1916年）と、ブリティッシュコロンビア州のファーニー（1922年）にも「スワスティカズ」という名のホッケー・チームが存在した。

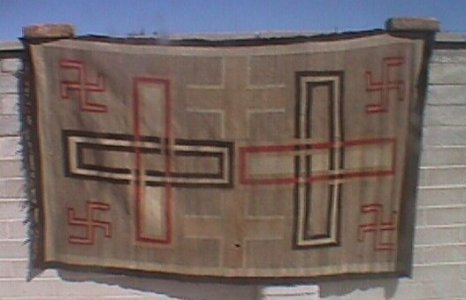
20世紀初頭のナバホ族の織物
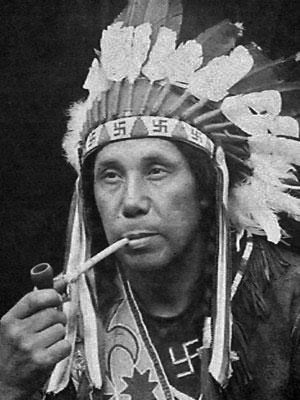
1920年 パサマクォディ族の酋長 William Neptune。卍の頭飾りと衣装を着用。
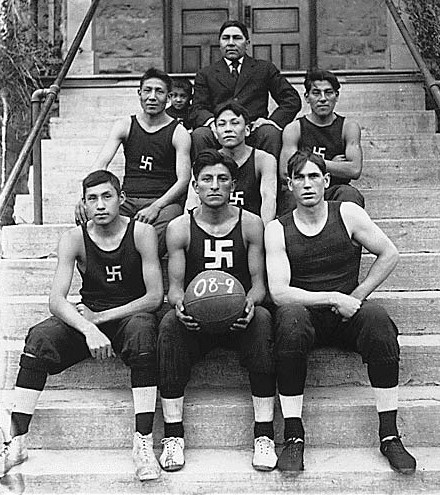
1909年 オクラホマのen:Chilocco Indian Agricultural Schoolのバスケットチーム
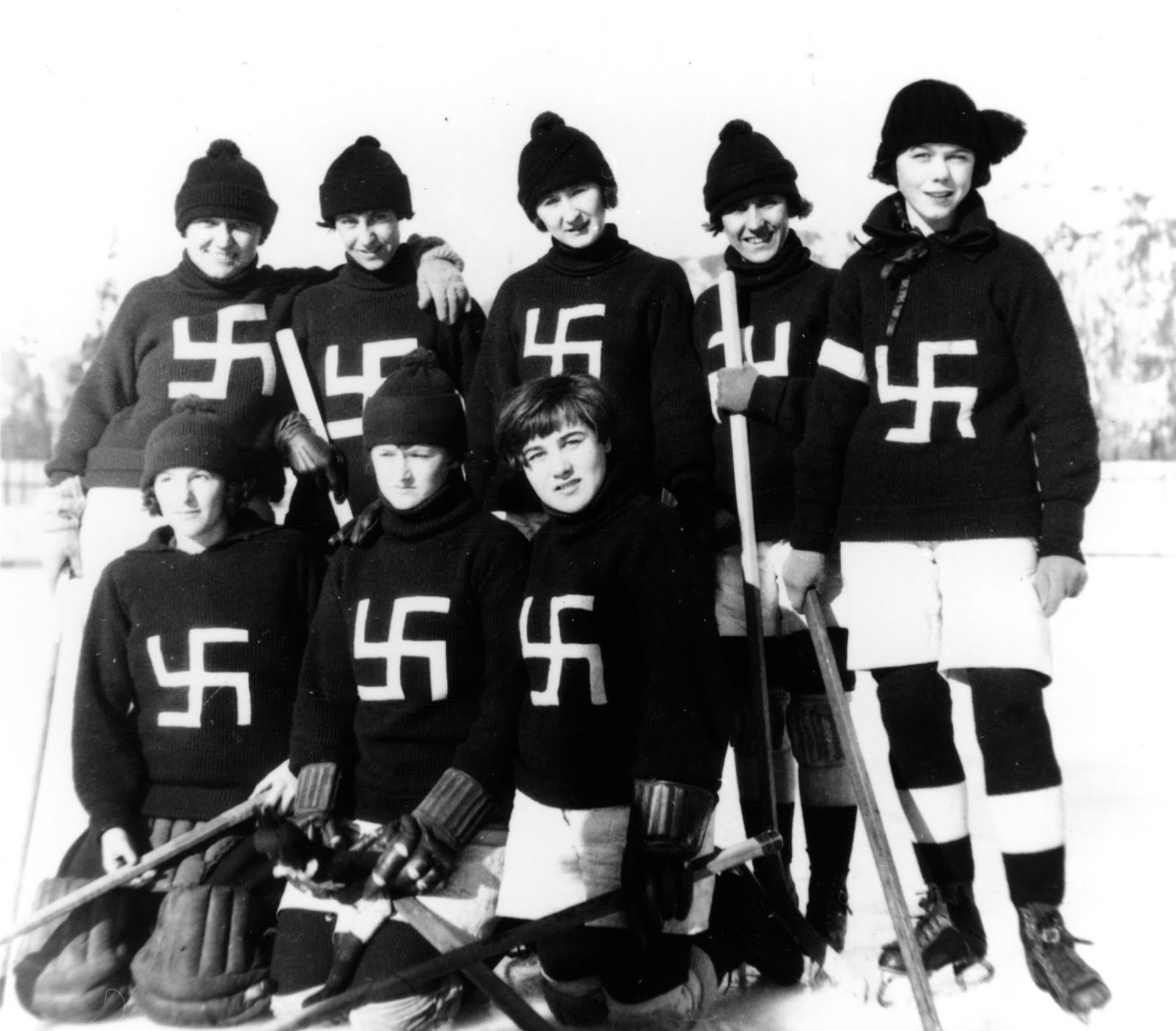
1922年 女性ホッケーチームのファーニー・スワスティカ
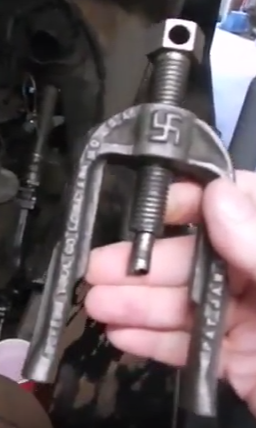
1920年代まで存在した、卍をトレードマークとしたルイジアナのバフム工具会社。

## 符号位置
| 記号 | Unicode | JIS X 0213 | 文字参照          | 名称                               |
| ---- | ------- | ---------- | ----------------- | ---------------------------------- |
| 卍   | U+534D  | 1-50-36    | &#x534D; &#21325; | 統合漢字 534D                      |
| 卐   | U+5350  | -          | &#x5350; &#21328; | 統合漢字 5350                      |
| ࿕    | U+0FD5  | -          | &#xFD5; &#4053;   | RIGHT-FACING SVASTI SIGN           |
| ࿖    | U+0FD6  | -          | &#xFD6; &#4054;   | LEFT-FACING SVASTI SIGN 寺院       |
| ࿗    | U+0FD7  | -          | &#xFD7; &#4055;   | RIGHT-FACING SVASTI SIGN WITH DOTS |
| ࿘    | U+0FD8  | -          | &#xFD8; &#4056;   | LEFT-FACING SVASTI SIGN WITH DOTS  |